# 1937年司法程序改革法案

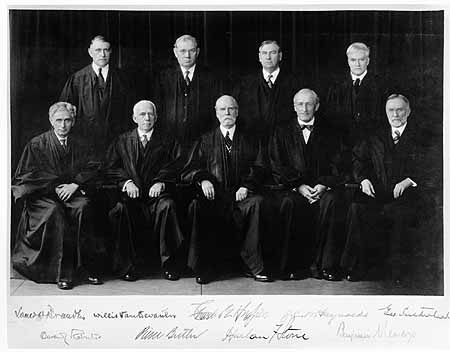
休斯法院，1932-1937年。前排：布兰迪斯大法官，范德·万特大法官， 首席大法官查尔斯·埃文斯·休斯，麦克雷诺兹大法官和乔治·萨瑟兰大法官。后排：欧文·罗伯茨，皮尔斯·巴特勒，斯通和卡多佐大法官。

1937年司法程序改革法案（英語：Judicial Procedures Reform Bill of 1937），通常称为“法院填塞计划”，是美国总统富兰克林·D·罗斯福提出的一项立法倡议，旨在为美国最高法院增加更多法官，以获得对新政的有利裁决。根据该法案的规定，总统有权为每一位年满70岁零6个月的最高法院法官任命一名新法官，最多不超过6名。
在1869年的《司法法》中，国会规定美国最高法院将由1名首席大法官和8名大法官组成。在罗斯福的第一个任期内，最高法院否决了几项新政措施，因为这些措施违反了宪法。罗斯福试图扭转这种局面，通过任命新的大法官来改变最高法院的组成，他希望这些法官能够裁定他的立法举措不超过政府的宪法授权。由于美国宪法没有规定最高法院的规模，罗斯福指出，国会有权改变最高法院。这项法案被两党成员视为试图将法院搁置到一边，并遭到包括副总统约翰·南斯·加纳在内的许多民主党人的反对。该法案后来被称为罗斯福的“法院填塞计划”。
1936年11月，罗斯福赢得连任选举。在接下来的几个月里，罗斯福提议重组联邦司法机构，每当一位大法官年满70岁且未能退休时，都会增加一位新的法官。这项立法于1937年2月5日公布，并成为罗斯福1937年3月9日第九次炉边谈话的主题。他说道：“可以说，当法院因其业务的绝对必要性而被迫拒绝审理私人诉讼当事人提出的87%的案件，甚至没有任何解释。”首席大法官查尔斯·埃文斯·休斯公开否认总统的声明，他说：“我们的日程表上没有积压的案件。当我们3月15日起床的时候，我们听到了一些仅仅在4周前才获得证书的案例的争论。这种可喜的局面已经持续了好几年了。”在广播讲话的三周后，最高法院在西海岸旅館公司訴帕里什案中支持了一项支持华盛顿州最低工资法的意见。5比4的裁决是大法官欧文·罗伯茨突然转变的结果，他加入了支持新政立法的大法官一边。由于罗伯茨此前曾裁定反对大多数新政立法，他在这里的支持被视为总统对法院施加政治压力的结果。一些人将他的转变解释为通过建立一个对新政更友好的法院来维持法院的司法独立性。这一逆转后来被称为“挽救了9人的及时转变”。然而，最近的法律历史学者对这种说法提出了质疑，因为罗伯茨在帕里什案中的决定和投票早于1937年法案的公开宣布和推出。
罗斯福的立法倡议最终失败了。该法案由民主党委员会主席亨利·阿舍斯特在参议院司法委员会中提出，他推迟了司法委员会的听证会，他说：“不草率、不着急、不浪费、不担心是本委员会的座右铭。”由于他的不懈努力，该法案在委员会待了165天，被反对该法案的人士认为是其失败的重要因素。该法案因其在美国参议院的主要倡导者、参议院多数党领袖约瑟夫·罗宾逊过早去世而进一步受到破坏。当代观察家普遍认为罗斯福的倡议是政治手段。它的失败暴露了罗斯福通过直接公众呼吁推动立法的能力的局限。公众对他在这里所作努力的看法与他第一任期内接受他的立法努力形成鲜明对比。罗斯福提名的大法官最终在最高法院中占据优势，支持他的新政立法，尽管一些学者认为罗斯福的胜利是痛苦的。